# Johann Heinrich Abicht
Johann Heinrich Abicht (ur. 4 maja 1762 w Volkstedt, zm. 28 kwietnia 1816 w Wilnie) – filozof niemiecki, wykładowca uniwersytetów w Erlangen i w Wilnie.

## Życie
Jego dziadek był nauczycielem i organistą w Wilmersdorfie, a ojciec nauczycielem w Volkstedt (obecnie dzielnica Rudolstadt). Sam Johann ukończył szkołę w Rudolstadt, a w 1781 Uniwersytet w Erlangen. W 1784 został majordomem u naczelnego koniuszego w Öhringen. W 1786 uzyskał magisterium z filozofii, a w 1790 został doktorem Uniwersytetu w Erlangen. W tym samym roku został mianowany adiunktem, a następnie profesorem nadzwyczajnym na Wydziale Filozofii. W 1796 został profesorem zwyczajnym . Jego praca Über die Fortschritte der Metaphysik seit Leibnitzens und Wolffs Zeiten została nagrodzona przez Królewską Akademię Nauk w Berlinie .
Prowadził wykłady z logiki, metafizyki, psychologii, etyki, prawa natury i pedagogiki. Jego filozofia znajdowała się wtedy pod silnym wpływem Kanta oraz Carla Leonharda Reinholda . 
4 sierpnia 1804 powołano go na profesora logiki i metafizyki niedawno zreorganizowanego Uniwersytetu w Wilnie. Abicht nie znał języka polskiego i nie miał pozwolenia na wykłady w języku niemieckim wykładał więc po łacinie. Jego studenci słabo znali i łacinę i niemiecki, stąd jego wykłady nie były popularne .
Abicht pozostawał zwolennikiem kantyzmu, jednym z głównych popularyzatorów tej filozofii w Polsce, a wraz z nią, filozofii niemieckiej. Prowadził też polemiki z przeciwnikami kantyzmu, m.in. z Jędrzejem Śniadeckim, który był wtedy rektorem Uniwersytetu Wileńskiego . W okresie wileńskim jego filozofia stała się bardziej samodzielna, a Abicht starał się łączyć filozofię Kanta z sensualizmem i empiryzmem. Wywodził też wyższe władze poznawcze z nieśmiertelnej duszy indywidualnej .
Abicht działał na rzecz rozwoju uniwersytetu i starał się zwiększyć liczbę godzin wykładowych filozofii. Wysłał kilka memoriałów kuratorowi uniwersytetu, Adamowi Jerzemu Czartoryskiemu, a także, wraz z innymi filozofami, oficjalne pismo do ministra oświaty. Wskutek tego, w 1810 ministerstwo nakazało otwarcie nowego kursu filozofii moralnej. Program tego kursu obejmował 3 działy: 1) antropologia filozoficzna zajmująca się stanami duszy; 2) filozofia praktyczna poświęcona moralnej naturze człowieka, czynom moralnym, rozumowi, 3) etyka połączona z estetyką .
Jego synem był Adolf Abicht, profesor patologii i terapii ogólnej oraz historii medycyny na Uniwersytecie Wileńskim. 

## Dzieła
Johann Heinrich Abicht pozostawił po sobie 22 prace drukowane oraz wiele rękopisów w języku niemieckim i łacińskim .
- (1788) De philosophiae Kantianae ad theologiam habitu, Erlangen, 2 Bruxelles 1969;
- (1789) Versuch einer Metaphysik des Vergnügens nach Kantischen Grundsätzen zur Grundlegung einer systematischen Thelematologie und Moral, Leipzig, 2 Bruxelles 1970;
- (1789-1790) Neues philosophisches Magazin zur Erläuterung und Anwendung des Kantischen Systems, redakcja we współpracy z Friedrichem Gottlobem Bornem, 2 tomy;
- (1791) Philosophie der Erkenntnisse, 2 tomy, Bayreuth;
- (1793) Kritische Briefe über die Möglichkeit einer wahren wissenschaftlichen Moral, Theologie, Rechtslehre, empirishen Psychologie und Geschmakslehre, Nürnberg;
- (1794) Hermias, oder Auflösung der die gültige Elementarphilosophie betreffenden Aenesidemischen Zweifel, Erlangen;
- (1794-1795) Philosophishes Journal, redakcja, 4 tomy;
- (1795) Kurze Darstellung des Natur- und Völkerrechts zum Gebrauch eby Vorlesungen, Bayreuth;
- (1795) System der Elementarphilosophie, Erlangen;
- (1801) Psychologische Anthropologie, Erlangen;
- (1802) Verbesserte Logik oder Wahrheitswissenscahft, Fürth;
- (1804) Enzyklopädie der Philosophie, Frankfurt nad Menem;
- (1806) O granicach doświadczenia (streszczenie mowy); Gazeta Literacka Wileńska nr 4;
- (1814) Initia philosophiae propriae sic dictae I. Liber psychologiae partem primam continens, Wilno.